# Процесор ефектів

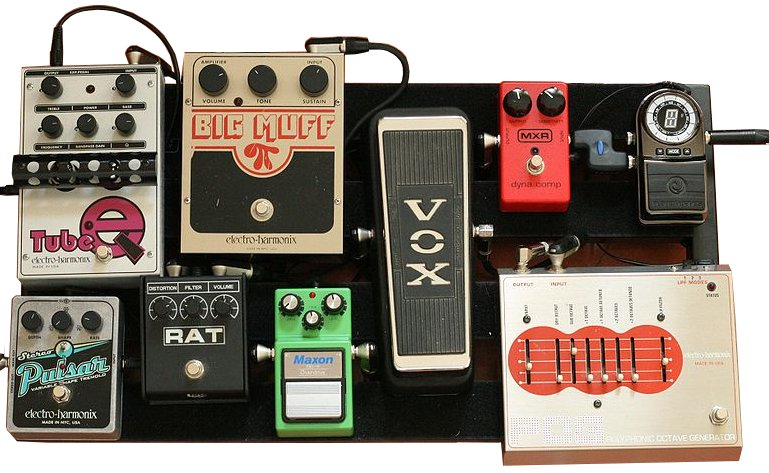
Педалборд дозволяє виконавцю створити готовий до використання ланцюжок з декількох ефектів для досягнення певних типів звуків. Порядок ефектів: : тюнер, компресор, октавний генератор, вау-вау, овердрайв, Дисторшн, фазз, еквалайзер та тремоло.

Процесор ефектів або блок ефектів — це електронний пристрій, який змінює звук музичного інструменту або іншого джерела звуку за допомогою обробки звукового сигналу.
Поширені ефекти включають спотворення / передрайв, які часто використовуються з електрогітарою в електричному блюзі та рок-музиці ; динамічні ефекти, такі як педалі гучності та компресори, які впливають на гучність; такі фільтри, як педалі wah-wah та графічні еквалайзери, які змінюють діапазони частот; ефекти модуляції, такі як хорус, фленджери та фейзери ; звуковисотні ефекти ; та часові ефекти, такі як реверберація та лінії затримки, які створюють ефект відлуння та імітують відчуття різних акстичних просторів.

## Термінологія і формати
Процесор ефектів також називається «блок ефектів» або просто «ефект». Іноді використовується абревіатура «F / X» або «FX». Звук, необроблений ефектом англомовні музиканти називають сухим (dry), а оброблений — мокрим (wet). Ця термінологія зустрічається і в програмному забезпеченні.
Процесори ефектів виробляють у різних форматах, насамперед у вигляді педалі (Stompbox) або у вигляді модулів, що можуть монтуватися на рекові стійки (Rackmount). Блок ефектів, розрахований на управління виконавцем ногою за допомогою педалі має назву педалборд (Pedalboard).
Блок ефектів може складатися з аналогових або цифрових пристроїв або їх комбінації. Під час живого виступу ефект підключається до відповідного виходу електроінструменту. В студійних умовах процесор ефектів може бути скомутований як з електроінструментом, так і іншими джерелами звуку, зокрема мікшерським пультом, чи звуковою картою комп'ютера.

## Історія

### Студійні ефекти та ранні автономні блоки
Найдавніші звукові ефекти були винятково студійними пристроями. У середині та наприкінці 1940-х інженери звукозапису та музиканти-експериментатори, такі як Лес Пол, експериментували з магнітофонною стрічкою для створення звукових ефектів та незвичних футуристичних звуків. Мікрофони розміщували в просторах зі спеціально розробленими акустичними властивостями для імітації відлуння. У 1948 році DeArmond випустив Trem-Trol, перший комерційно доступний автономний блок ефектів. Цей пристрій дозволяв отримати ефект тремоло, передаючи електричний сигнал приладу через електролітичну рідину на водній основі. Більшість автономних ефектів 1950-х та початку 60-х років, такі як вібраторна установка Gibson GA-VI та коробка реверберації Fender, були дорогими та непрактичними і вимагали громіздких трансформаторів та високої напруги. Першим популярним автономним процесором ефектів став «Watkins Copicat» 1958 року, відносно портативний присртій, що дозволяв досягти ефекту відлуння, відомий завдяки застосування британською групою «The Shadows».

### Підсилювачі

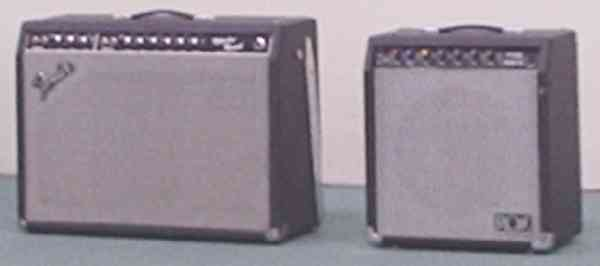
Підсилювач Fender Vibrolux Reverb та підсилювач ROSS

Ефект-процесори, вбудовані в гітарні підсилювачі, були першими ефектами, які музиканти регулярно використовували поза студією. З кінця 1940-х років Gibson Guitar Corp. почала включати схеми вібрато в комбіновані підсилювачі. Підсилювач Ray Butts EchoSonic (1950) став першим з пристроїв, оснащених ефектом реверберації,  і здобув популярність серед таких гітаристів, як Чет Аткінс, Карл Перкінс, Скотті Мур, Лютер Перкінс та Рой Орбісон.  До 1950-х років тремоло, вібрато та реверберація були доступні як вбудовані ефекти на багатьох гітарних підсилювачах.  Як Premier, так і Gibson сконструювали лампові підсилювачі з пружинним ревербератором. Fender розпочав виробництво підсилювачів з ефектом тремоло Tremolux у 1955 році та Vibrolux у 1956 році.
Спотворення звуку («дисторшн») тривалий час не передбачалось виробниками підсилювачів як ефект, але легко досягалося перевантаженням лампових підсилювачів. У 1950-х гітаристи навмисно почали збільшувати рівень сигналу на виході, щоб досягти «теплих» спотворених звуків. Серед перших музикантів, які експериментували зі спотвореннями, були Віллі Джонсон з Howlin 'Wolf, Горі Картер, Джо Хілл Луї, Айк Тернер, Гітара Слім, і Чак Беррі.

### Педальні ефекти
Електронний транзистори, що замінили електровакуумні лампи, дозволили виробляти компактніші та стабільніші пристрої.  Першим транзисторним гітарним ефектом стала педаль Maestro Fuzz Tone 1962 року, яка стала сенсацією після її використання в хіті «Rolling Stones» 1965 року " (I Can't Get No) Satisfaction ".
Warwick Electronics виготовила першу педаль wah-wah, а в 1967 році і того ж року Роджер Майер розробив перший октавний ефект, який Джімі Гендрікс назвав «Октавіо». У 1968 році Univox розпочав маркетинг педалі Shin-ei Uni-Vibe, що дозволяла досягати ефектів фазового зсуву та хорусу, відомих на той час завдяки динамікам Леслі, що використовуються в органах Хаммонда. Незабаром педалі ефектів використовували гітаристи Джімі Хендрікса та Робін Троуер. До середини 1970-х років були доступні різноманітні твердотільні педалі ефектів, включаючи фленжери, хорусні педалі, кільцеві модулятори та фазорегулятори.

### Спотворення

«Відсікання» звукового сигналу інструменту спричиняє спотворення